# 1953 في إسرائيل
فيما يلي قوائم الأحداث التي وقعت خلال عام 1953 في إسرائيل.

## سياسة

### تعيين في المنصب
- 6 يوليو – حاييم كوهين ميغوري عضو الكنيست [الإنجليزية]‏.
- 7 ديسمبر – موشيه دايان رئيس الأركان العامة (إسرائيل).

### انتهاء فترة المنصب
- 15 يونيو – دوف يوسف وزير بدون حقيبة وزارية.

## مواليد

### يناير
- 1 يناير – أرماند أمار
- 1 يناير – أليك غورس
- 1 يناير – إفريم كارش مؤرخ إسرائيلي.
- 1 يناير – تامير باردو
- 1 يناير – جيرالد شرودر فيزيائي أمريكي.
- 1 يناير – ديفيد دويتش فيزيائي بريطاني.
- 1 يناير – عوزي ميشولام حاخام إسرائيلي.
- 1 يناير – مائير يتسحاق هليفي سياسي إسرائيلي.
- 1 يناير – محمد بكري
- 2 يناير – دانيال هيرشكوفيتز سياسي إسرائيلي.

### فبراير
- 9 فبراير – شيمي تافوري مغني إسرائيلي.

### مارس
- 25 مارس – كريستوس أرديزوغلو لاعب كرة قدم يوناني.

### أبريل
- 1 أبريل – سعيد نفاع سياسي إسرائيلي.
- 5 أبريل – غالب مجادلة سياسي إسرائيلي.

### يونيو
- 2 يونيو – جدعون ليفي صحفي إسرائيلي.
- 8 يونيو – يوسي يونا سياسي إسرائيلي.

### يوليو
- 5 يوليو – نادية حلو سياسية إسرائيلية.

### أغسطس
- 23 أغسطس – جمال ريان صحفي فلسطيني.

### أكتوبر
- 2 أكتوبر – عومر بارليف سياسي إسرائيلي.

### نوفمبر
- 4 نوفمبر – سلمان مصالحة شاعر فلسطيني.
- 8 نوفمبر – آمنون إسحق حاخام إسرائيلي.

### ديسمبر
- 29 ديسمبر – آفيغال عطاري

## وفيات

### يناير
- 1 يناير – رشيد الحاج إبراهيم (مواليد 1889) سياسي فلسطيني.

### أغسطس
- 13 أغسطس – خليل السكاكيني (مواليد 1878) شاعر فلسطيني.